# Селівачов Олексій Федорович
Олексій Федорович Селівачов (18 квітня 1887, Москва? — 25 листопада 1919, Харків) — історик словесності, філософ, психолог.

## Біографія
Атестований історико-філологічним факультетом Московського університету на звання вчителя гімназій і прогімназій (1910), пізніше навчався в Мюнхені й Лейпцигу. Батько його, Федір Дмитрович, бул кандидатом права, мировим суддею; мати Катерина Сергіївна Селівачова (з роду Щербачових) — художником, студіювала у московському Строгановському училищі, брала уроки у В. Г. Перова, В. Є. Маковського, листувалася з о. Павлом Флоренським.
Після одруження (1911) з «дівицею римо-католицького віросповідання» Анною Петрівною Солянко викладав руську словесність у гімназіях Дуббельна під Ригою, Новочеркаська, потім у 1-й віленській гімназії (1913–1915), де серед його учнів — юні Михайло Бахтін з братом Миколою. Овдовівши (1915), переїхав до Харкова, викладав, писав дисертацію у академіка М. Ф. Сумцова.
Діти О. Ф. Селівачова — Олена (1912–1926?) і Роман, (1914–1995), відомий у Києві художник-поліграфіст. Дядько — відомий воєначальник В. І. Селівачов (1868–1919).
1919 помер від пневмонії.

## Творчість
Автор кількох праць з проблематики, що її звуть нині «історією ідей» (або культурологією). Це, зокрема, «Египетские ночи Брюсова», «Психология юдофильства», «Учение об условном бессмертии (кондиционизм)», дослідження творчості німецьких філософів Георга Даумера (1800–1875) й особисто знайомого авторові апологета «атеїстичного містицизму» та «мовного скептицизму» Фріца Маутнера (1849–1923). Статті друкувались у «Русской мысли», «Вопросах философии и психологии», «Русском библиофиле» (1916–1917 рр.). Близький до народжуваного в той час напряму феноменології, О. Ф. Селівачов виступив з оригінальними науковими констатаціями, що подеколи випереджали свою добу. В той же час у його текстах (вони видаються та перевидаються ще й досі) очевидні впливи В. В. Розанова, П. А. Флоренського, М. О. Гершензона, (з останнім Олексій Федорович співпрацював до кінця своїх днів), простежуються теми, згодом розвинені недавнім учнем, нікому тоді ще не відомими М. М. Бахтіним. Незадовго до смерті вчитель присвятив йому свою статтю «Значение силлогизма» (1919). Того ж року в м. Невелі з'явилась і перша стаття самого Бахтіна «Искусство и ответственность».

## Публікації
- Георг Фридрих Даумер. История одной души // Вопросы философии и психологии, 1917, № 135, с. 329–355 (є окрема відбитка);
- Психология юдофильства // Русская мысль, 1917, кн. 2, с. 40-64 (є окрема відбитка);
- Психология юдофильства. В. В. Розанов // В. В. Розанов: Pro et contra. Книга 2. — СПб., 1995. — С. 223–239.
- Значение силлогизма. Посвящается М. М. Бахтину // Пучков Андрей. «Кстати, подумайте, не можете ли помочь…». Письма М. О. Гершензона и два философские трактата Алексея Федоровича Селивачёва (1912–1919 гг.) // Сучасні проблеми дослідження, реставрації та збереження культурної спадщини. Збірник наукових праць з мистецтвознавства, архітектурознавства і культурології. Випуск третій. Частина друга. — К.: Видавничий дім А+С, 2006. — С. 170–174.
- Учение об условном бессмертии (кондиционализм). Посвящается М. П. Мясоедовой // Там же. — С. 174–192.